# Nicolae Bara
Nicolae Bara (n. 4 octombrie 1954, București - d. 20 martie 2023, Viena) a fost un politician și om de afaceri român, fost membru al Parlamentului României în legislatura 2004-2008 din partea Partidului Democrat. 
În anul 2005 a lansat ziarul Sport Total,
pe care l-a închis în anul 2007.
Tot în anul 2007, Nicolae Bara a cumpărat cotidianul Ziarul, pe care l-a vândut câteva luni mai târziu, în octombrie 2007.
De asemenea a deținut postul de radio Sport Total FM.
Nicolae Bara a fost acționarul principal și președintele grupului de echipamente și instalații frigorifice Frigotehnica.
Până în anul 2008, Nicolae Bara a fost și proprietarul clubului de fotbal UTA Arad.
În ceea ce privește activitatea parlamentară, Nicolae Bara a fost membru în grupul parlamentar de prietenie cu statele Iran, Liban și Germania. Nicolae Bara a demisionat din Parlament la data de 5 februarie 2008.
A fost căsătorit cu Cristina Bara și au avut împreună un copil.
În ultimii ani, acesta a vândut pachetul de acțiuni al Frigotehnica și s-a stabilit la Viena, unde a murit la data de 20 martie 2023, în urma unui infarct.